# Cölestin Nauwerck
Cölestin Nauwerck (Coelestin Nauwerk, ur. 1 maja 1853 w Zurychu, zm. 17 września 1938 w Dreźnie) – szwajcarski lekarz, patolog.
Syn  dr Carla Neuwercka (1810–91) i Julii z domu Dubois (1816–1900). Uczęszczał do szkoły w Zurychu i studiował na tamtejszym uniwersytecie. W 1877 roku zdał egzaminy państwowe. Pracował w klinice w Winterthurze, a potem w Zurychu. W 1883 roku został asystentem Zieglera na Uniwersytecie w Tybindze. W 1884 roku habilitował się, w 1886 roku został profesorem nadzwyczajnym. W 1889 roku zastąpił Neumanna na katedrze Uniwersytetu w Królewcu. Od 1898 do 1927 dyrektor Instytutu Patrologii w Chemnitz. Jego bratem był Robert Carl Cölestin Nauwerck (1841–?).

## Wybrane prace
- Sectionstechnik für Studierende und Aerzte (1891) PDF